# Virginie Joron
Virginie Joron (Troyes, 11 dicembre 1973) è una politica francese, consigliere regionale del Grand Est dal gennaio 2016 al luglio 2021 ed europarlamentare a seguito delle elezioni europee del 2019. È membro del gruppo Identità e Democrazia.

## Biografia

### Formazione e carriera professionale
Joron è nata l'11 dicembre 1973 a Troyes nel dipartimento dell'Aube. Si è laureata in giurisprudenza presso l'Università di Nizza. Nel 1998 ha completato un corso post-laurea in "Sicurezza e diritti umani fondamentali" presso la stessa istituzione; L'argomento della sua tesi (relatore Bernard Asso) era "Violenza urbana e crisi dello stato di diritto".
Parallelamente ai suoi studi accademici, Joron ha lavorato dal 1993 al 2001 come educatrice a Nizza e Strasburgo e presso la compagnia assicurativa Pro Btp a Cagnes-sur-Mer. A partire dal 2001 ha lavorato come dirigente presso una compagnia assicurativa.

### Carriera politica
Joron ha avuto il suo primo approccio con la politica per la prima volta nel 2013 e nel dicembre 2015 si è candidata alle elezioni regionali nel cantone di Saverne (Basso Reno), insieme a Patrick Kleinklaus, per il partito Front National (oggi Rassemblement National, RN). Il duo ha ricevuto il 29,8% dei voti al primo turno, perdendo poi al ballottaggio con il 36,4% dei voti. Alle elezioni legislative del 2017, ha ottenuto il 15,75% dei voti nella settima circoscrizione del Basso Reno.
Nel 2019, l'RN ha candidato Joron, la quale era posizionata all'ottavo posto nella lista per le elezioni europee del 2019. Alle elezioni, l'RN ha ottenuto il 23,3% dei voti (meno 1,5 punti percentuali) e 23 dei 79 seggi spettanti alla Francia. Joron ha fatto così il suo ingresso al Parlamento europeo. I parlamentari dell'RN si unirono alla neonato gruppo di estrema destra Identità e Democrazia (ID). Per il gruppo ID, Joron è membro della commissione per il mercato interno e la protezione dei consumatori e membro supplente della commissione per i diritti della donna e l'uguaglianza di genere.
Joron ha assunto Pierre-Louis Mériguet come assistente parlamentare, quest'ultimo è un ex membro del Movimento Identitario e, secondo quanto riportato dai media, un uomo con una "storia burrascosa".